# Bugatti Type 40

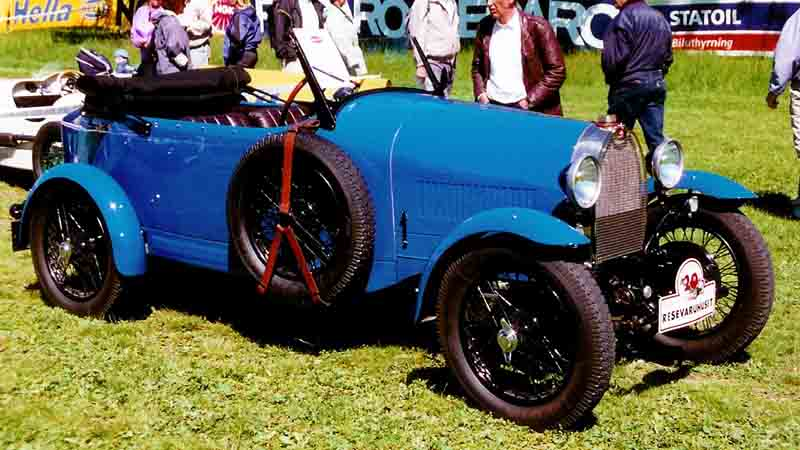
Bugatti Typе 40 Grand Sport Tourer. 1929

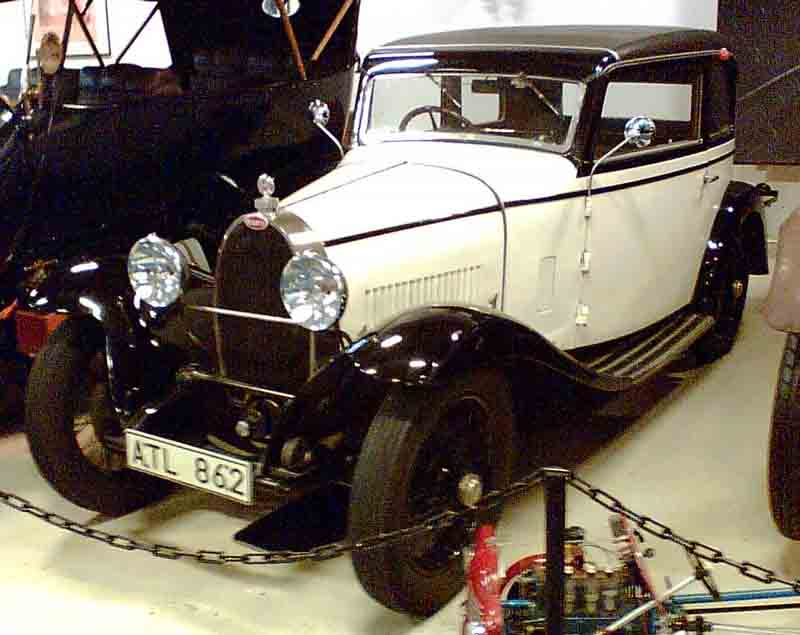
Bugatti Typ 40 Coupé. 1929

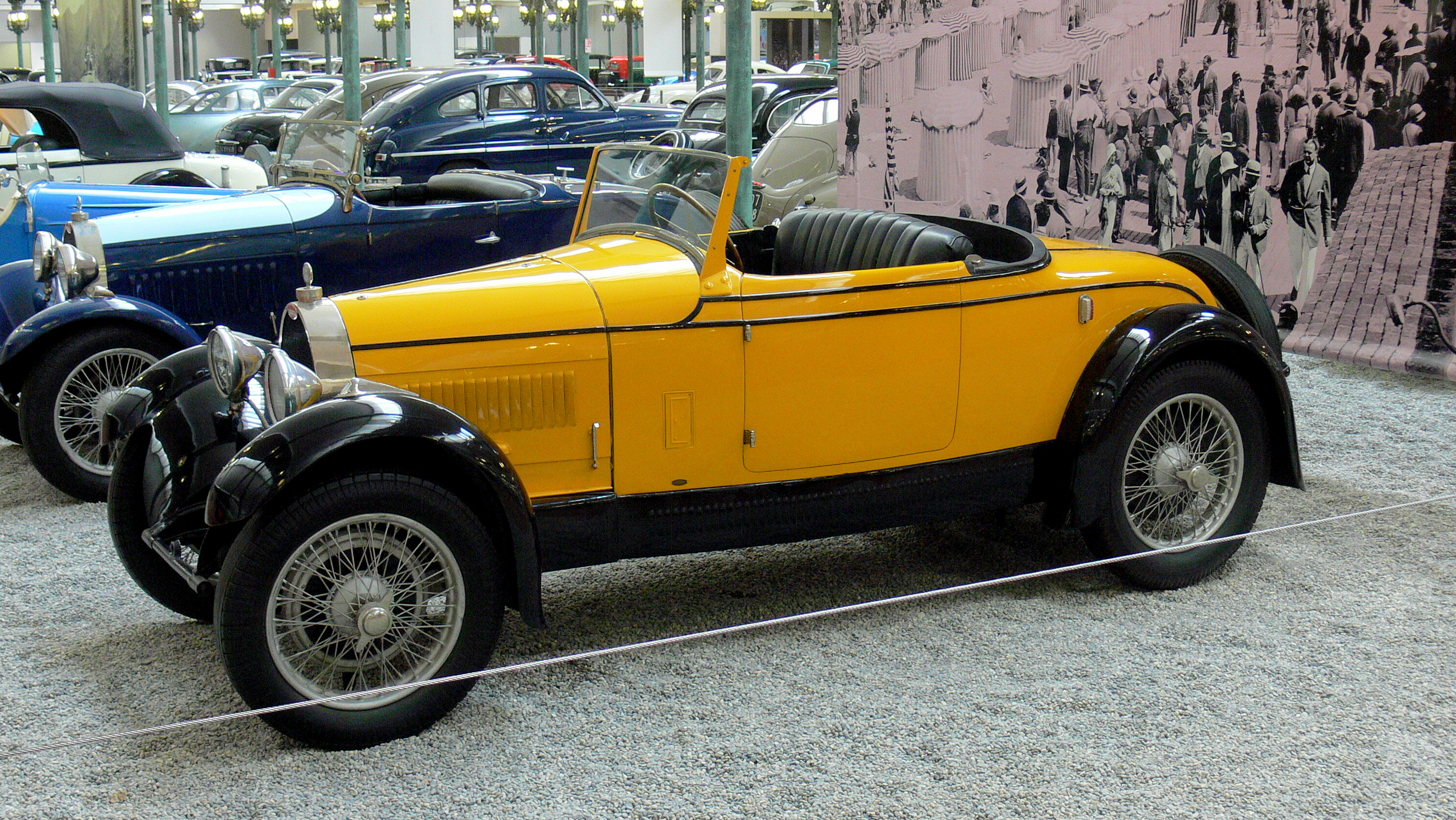
Bugatti Type 40 Roadster

Bugatti Type 40 був подальшим розвитком модельного ряду, започаткованого Bugatti Type 13.
Був розроблений Етторе Бугатті і Жаном Бугатті для заміни Type 22 і Type 23. Протягом 1926-1930 років було вироблено модифікації Type 40 з кузовами типу родстер, гранд спорт, торпедо.
На шасі ставили 4-х ступінчасту коробку передач, 4-циліндровий мотор об'ємом 1496 см³ з верхнім розподільчим валом і трьома клапанами на циліндр, карбюратором Zenith, взятий з гоночної моделі Bugatti Type 37. Було зменшено його потужність з 60 до 45 к.с. при 4500 об/хв за рахунок зменшення ступеня стиснення, обертів. Вважали, що це був найнадійніший з двигунів Бугатті. Type 40 розвивав швидкість 115-120 км/год при масі 900 кг. Даний мотор використовували на модифікації Type 37А з компресором, що підвищувало потужність до 90 к.с. (66 кВт).
На модифікації Type 40А ставили мотор об'ємом 1627 см³ потужністю 50 к.с. Випускався невеликою серією.
Загалом було виготовлено близько 800 авто Bugatti Type 40 обох модифікацій.

## Bugatti Type 43

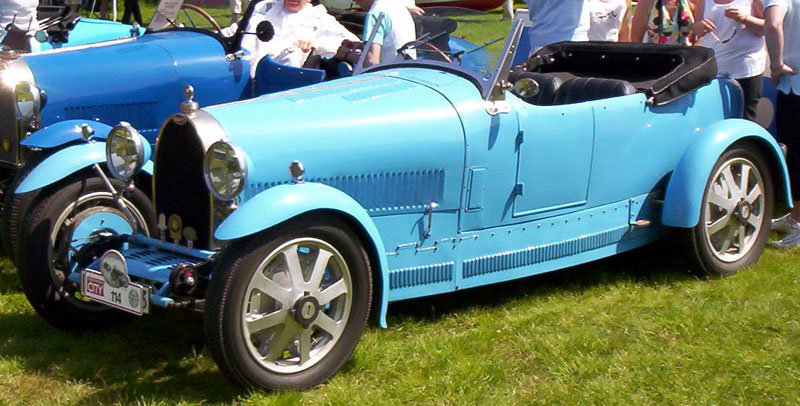
Bugatti Typе 43 Grand Sport. 1929

На шасі Type 40 встановлювали найпотужніші компресорні рядні мотори об'ємом 2262 см³, потужністю 130 к.с. при 5000 об/хв з останньої модифікації легендарного Type 35В. Коробка передач була механічна 4-ступінчаста. Максимальна швидкість виносила 160 км/год.

## Bugatti Type 43А
У серійне виробництво 1931 поставили модель Type 43А з кузовом родстер, який продавали у США. На шасі Type 40 встановлювали мотори з Type 35В об'ємом 2262 см³.
Модель Bugatti Type 43 у виробництві замінили 1932 на модель Bugatti Type 55. Було виготовлено 160 автомобілів Bugatti Type 43 обох модифікацій.